# Embo (Schottland)
Embo (schottisch-gälisch Eurabol, IPA: [ˈiaɾəpɔɫ̪]) ist eine Ortschaft in der schottischen Council Area Highland. Sie liegt in der traditionellen Grafschaft Sutherland 3 km nördlich von Dornoch.
Embo hat etwa 300 Einwohner. Die Ortschaft war bis in die jüngste Vergangenheit recht abgelegen. Die nächsten Bahnhöfe liegen etwa 15 Kilometer entfernt in Golspie und Tain.
Embo war im 20. Jahrhundert Teil einer kleinen Schottisch-gälischen Sprachinsel, die aus den Dörfern Golspie, Brora und Embo bestand. Embo war die letzte Ortschaft im Süden von Sutherland, in der noch eine Mehrheit Gälisch sprach. Es wurde in der Sprachwissenschaft bekannt durch die Untersuchungen von Nancy Dorian. Sie war die erste Forscherin, die einen vom Aussterben bedrohten Dialekt über Jahrzehnte hinweg untersuchte und aufzeichnete. Sie unterschied hier erstmals zwischen verschiedenen Sprechertypen: Neben den muttersprachlichen Sprechern fand sie sogenannte Halbsprecher (semi-speakers) und passive Sprecher, d. h. Personen, die die Sprache verstehen aber nicht sprechen können. Mit dem Tod der letzten muttersprachlichen Sprecherin erlosch der Dialekt 2017.

## Geschichte
Nahe Embo wurden 1956 bronzezeitliche Grabstätten gefunden.
1245 fand nahe Embo die Schlacht von Embo statt, in der die Schotten angreifende Wikinger zurückschlagen konnten. Zur Erinnerung wurde zu einem unbekannten erheblich späteren Zeitpunkt das Gedenkkreuz Earl's Cross errichtet.
Zwischen 1902 und 1960 besaß Embo Bahnanschluss mit einer Station an der Dornoch Light Railway.
Am 16. Juli 1988 erklärte sich Embo für einen Tag als unabhängig vom Vereinigten Königreich. Die Ortschaft gab eine eigene Währung aus, den Cuddie, der im örtlichen Pub akzeptiert wurde. Ziel der Aktion war es, Mittel für den Umbau der ungenutzten alten Grundschule zu einem Gemeinschaftshaus zu erheben.